# Денисевич, Иван Иванович
Иван Иванович Денисевич (бел. Іван Іванавіч Дзенісевіч; род. 9 ноября 1984, Гродно) — белорусский футболист, выступавший на позиции полузащитника.

## Карьера

### Клубная
Воспитанник СДЮШОР-6 города Гродно, быстро попал в минское «Динамо», где играл за дубль. В 2004 году перешёл в «Дариду», где закрепился в основе. С 2007 года играл за гродненский «Неману», являлся одним из ключевых игроков. В 2010 году выступал за солигорский «Шахтер», но после вернулся в гродненский клуб.
Сезон 2013, как и раньше, стал на позиции атакующего полузащитника, вдобавок стал капитаном команды. 31 мая 2013 года помог «Неману» победить «Динамо», оформив дубль в ворота минского клуба. 23 июня 2013 года в матче против брестского «Динамо» получил тяжелую травму, из-за которой больше в сезоне 2013 на поле не появлялся.
В сезоне 2014 вернулся на поле, но некоторое время оставался вне основным составом. Наконец в июне 2014 года снова стал прочным игроком основы.
В конце июля 2014 года по окончании контракта покинул. Вскоре перешёл в состав «Городеи». В феврале 2015 года вернулся в «Неман» на просмотр, и в марте снова стал игроком гродненского клуба. Однако, на этот раз выступление за «Неман» не задалось: Иван сыграл лишь в четырёх матчах чемпионата и двух кубковых, а с мая отправился в отпуск. 7 июля, так и не вернувшись на поле, покинул клуб по окончании контракта.
31 июля 2015 года было объявлено о переходе Денисевича в перволиговую «Ислочь». За «волков» отыграл полтора сезона, в которых отметился двумя забитыми мячами, а 30 декабря 2016 года покинул команду по истечении срока контракта.
По окончании карьеры открыл детскую футбольную школу в Гродно. Был фигурантом дела о договорных матчах, по результатам которого в феврале 2018 года получил двухлетнюю дисквалификацию.

### Международная
Сыграл 11 матчей за молодёжную сборную Беларуси.

## Достижения
- Серебряный призёр Чемпионата Беларусиː 2010
- Чемпион Первой лиги Беларусиː 2015

## Статистика
| Сезон    | Дивизион | Клуб               | Страна                    | Матчи | Голы |
| -------- | -------- | ------------------ | ------------------------- | ----- | ---- |
| 2002     | дубль    | Динамо (Минск)     | Флаг Беларуси (1995—2012) | 24    | 8    |
| 2003     | дубль    | Динамо (Минск)     | Флаг Беларуси (1995—2012) | 29    | 8    |
| 2004     | Д1       | Дарида             | Флаг Беларуси (1995—2012) | 13    | 1    |
| 2005     | Д1       | Дарида             | Флаг Беларуси (1995—2012) | 25    | 0    |
| 2006     | Д1       | Дарида             | Флаг Беларуси (1995—2012) | 21    | 1    |
| 2007     | Д1       | Неман (Гродно)     | Флаг Беларуси (1995—2012) | 17    | 1    |
| 2008     | Д1       | Неман (Гродно)     | Флаг Беларуси (1995—2012) | 19    | 3    |
| 2009     | Д1       | Неман (Гродно)     | Флаг Беларуси (1995—2012) | 25    | 7    |
| 2010     | Д1       | Шахтёр (Солигорск) | Флаг Беларуси (1995—2012) | 33    | 8    |
| 2011     | Д1       | Неман (Гродно)     | Флаг Беларуси (1995—2012) | 32    | 2    |
| 2012     | Д1       | Неман (Гродно)     | Флаг Беларуси             | 26    | 10   |
| 2013     | Д1       | Неман (Гродно)     | Флаг Беларуси             | 14    | 3    |
| 2014 (1) | Д1       | Неман (Гродно)     | Флаг Беларуси             | 12    | 1    |
| 2014 (2) | Д2       | Городея            | Флаг Беларуси             | 15    | 2    |
| 2015 (1) | Д1       | Неман (Гродно)     | Флаг Беларуси             | 4     | 0    |
| 2015 (2) | Д2       | Ислочь             | Флаг Беларуси             | 13    | 1    |
| 2016     | Д1       | Ислочь             | Флаг Беларуси             | 25    | 1    |